# Белинское (Сахалинская область)
Бели́нское — село в Томаринском городском округе Сахалинской области России, в 55 км от районного центра.

## География
Находится на берегу Татарского пролива. Через село протекает река Белинская.

## Часовой пояс
Белинское ранее находилось в часовом поясе, обозначаемом по международному стандарту как Vladivostok Time Zone (VLAT/VLAST). Смещение относительно Всемирного координированного времени UTC составляет +10:00. Смещение относительно Московского времени (MSK/MSD) составляет +7:00 и обозначался в России соответственно как MSK+7.
В настоящее время, с 2015 года, Белинское, как и весь остров Сахалин, находится в часовом поясе, обозначаемом по международному стандарту как Magadan Time Zone. Смещение относительно UTC составляет +11:00 Относительно Московского времени часовой пояс имеет постоянное смещение +8:00 часов и обозначается в России соответственно как MSK+8.

## Список улиц
Основными улицами села Белинское являются:
| - Сельская | - Центральная |

## История
До 1945 года входило в состав японского губернаторства Карафуто и называлось Рукуси (яп. 留久志). После передачи Южного Сахалина СССР село 15 октября 1947 года переименовано по близлежащему мысу, названного в свою очередь в честь В. Г. Белинского.

## Население
| 1925 | 1935 | 2002 | 2010 | 2013 | 2021 |
| ---- | ---- | ---- | ---- | ---- | ---- |
| 160  | ↗595 | ↘84  | ↘58  | ↘53  | ↘34  |

По переписи 2002 года население — 84 человека (40 мужчин, 44 женщины). Преобладающая национальность — русские (93 %).